# Edmundo Alves de Souza Neto
Edmundo Alves de Souza Neto, més conegut com a Edmundo, (Niterói, 2 d'abril de 1971) és un futbolista brasiler retirat de les dècades dels 90 i 2000.
Rodamón del futbol, ha jugat a Brasil, Itàlia i Japó. A començaments dels 90 guanyà el campionat brasiler amb el Palmeiras, el 1997 tornà a guanyar el campionat brasiler amb el Vasco da Gama. Amb la selecció brasilera disputà la Copa del Món de Futbol de 1998.

## Palmarès
Club
- Campionat carioca: 1992
- Campionat paulista: 1993, 1994
- Torneig Rio-São Paulo: 1993
- Campionat brasiler de futbol: 1993, 1994, 1997

Selecció
- Copa Amèrica de futbol: 1997

Individual
- Bola de Prata: 1993, 1997
- Bola de Ouro: 1997
- Chuteira de Ouro: 1997
- Màxim golejador del campionat brasiler de futbol: 1997